# Pomnik Sherlocka Holmesa w Londynie
Pomnik Sherlocka Holmesa w Londynie – brązowy posąg na skrzyżowaniu Marylebone Road i Baker Street odsłonięty w 1999 roku.
Wykonana w brązie statua, przedstawiająca Sherlocka Holmesa w stroju z epoki, ustawiona jest na cokole. Pomnik ma 3 m wysokości. Usytuowany jest naprzeciw stacji metra Baker Street.

## Historia
Pierwsze pomysły uczczenia Sherlocka Holmesa, bohatera literackiego stworzonego przez Arthura Conana Doyle’a, pomnikiem sięgają okresu po publikacji Ostatniej zagadki w 1893 roku, w której pisarz uśmiercił detektywa. Gdy publika wymogła jego wskrzeszenie, pomysł upadł. Gdy miłośnicy twórczości Conana Doyle’a nie przestawali odwiedzać powieściowego domu detektywa na Baker Street 221B, na początku XX wieku powrócono do idei uczczenia Sherlocka Holmesa ulicznym posągiem. W 1927 roku do wzniesienia pomnika wzywał pisarz G.K. Chesterton. W 1933 roku opublikowana została karykatura przedstawiającą pomnik Holmesa odsłonięty przez Chestertona. We wrześniu 1988 roku pomnik detektywa odsłonięto na głównym placu w Meiringen w Szwajcarii. Jego autorem był brytyjski rzeźbiarz John Doubleday. 9 października 1988 roku kolejny pomnik Holmesa odsłonięty został w japońskiej Karuizawie. Jego autorem był Satoh Yoshinori. 24 czerwca 1991 roku odsłonięto trzeci pomnik Holmesa, tym razem w Edynburgu, w pobliżu miejsca narodzin Doyle’a. Jego twórcą był Brytyjczyk Gerald Laing.
Londyńskie Stowarzyszenie Sherlocka Holmesa zwróciło się do władz Westminsteru i przedsiębiorstwa London Transport, zarządzającego infrastrukturą transportową oraz terenem wokół stacji metra, przedstawiając własny pomysł na pomnik. W latach 1996–1997 zbierano fundusze. Powołano w tym celu do istnienia specjalny fundusz The Sherlock Holmes Statue Company Limited. Pierwszy oficjalny artykuł prasowy dotyczący projektu ukazał się w londyńskim „The Evening Standard” 20 listopada 1997 roku. Największym darczyńcą została spółka akcyjna Abbey National, mająca swoją siedzibę przy Baker Street 221B. Umowę z rzeźbiarzem Johnem Doubledayem podpisano 31 marca 1998 roku. Posąg odsłonił Lord Tugendhat 23 września 1999 roku. Uroczystości towarzyszył tygodniowy festiwal wydarzeń kulturalnych, z imprezami odbywającymi się w takich miejscach, jak: Biblioteka Brytyjska, Izba Lordów, Lord’s Cricket Ground i Imperial College. 25 września 1999 roku pomnik oddano pod opiekę miastu.

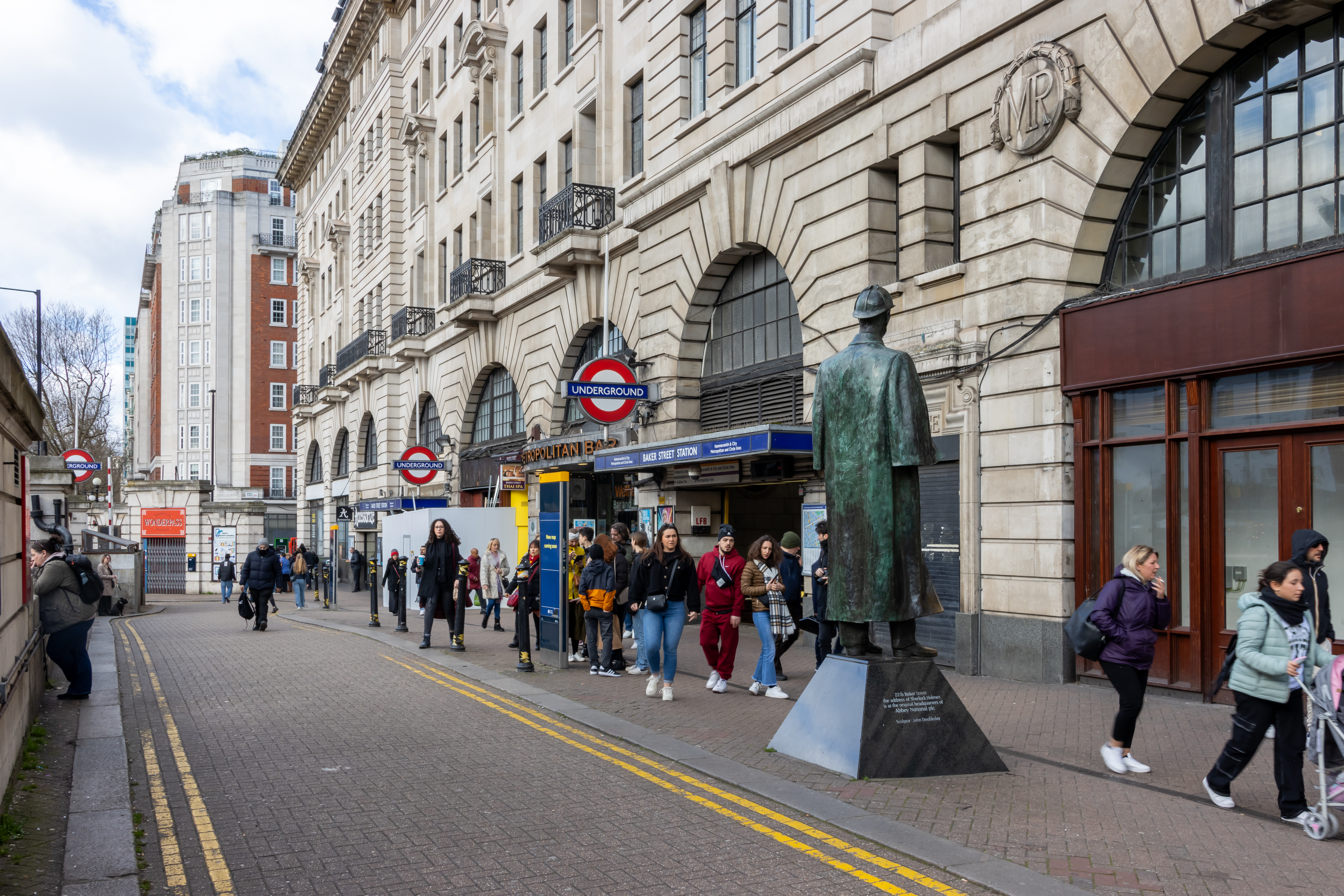
Usytuowanie pomnika w 2024